# استقلال جبري
في الجبر التجريدي، مجموعة جزئية S من حقل L, تكون مستقلة جبريا على حقل جزئي K, إذا كانت عناصر S لا تلبي أية معادلة لمتعددة حدود بديهية, معاملاتها توجد في K.
على سبيل المثال، المجموعة الجزئية {\displaystyle \{{\sqrt {\pi }},2\pi +1\}} من مجموعة الأعداد الحقيقية R, ليست مستقلة جبريا على مجموعة الأعداد الجذرية Q .
{\displaystyle P(x_{1},x_{2})=2x_{1}^{2}-x_{2}+1}